# Heriberto Ahrens
Heriberto Ahrens (Buenos Aires, 14 de diciembre de 1908- Buenos Aires, 26 de mayo de 1994) fue un militar argentino con el grado de brigadier general. Fue comandante en jefe de la Fuerza Aérea desde enero de 1956 hasta enero de 1957. También fue jefe del Estado Mayor de Coordinación desde diciembre de 1956 hasta mayo de 1958.

## Familia
Heriberto Ahrens nació el 14 de diciembre de 1908, sus padres fueron Heinrich Wilhelm Lorenz Ahrens (1875-1942) y Martha Paula Fluck (1875-1966). Heriberto fue el menor de los dos hijos del matrimonio. Su hermano Walter (1906-1981) era dos años mayor.
El Brigadier General Heriberto Ahrens se casó el 4 de noviembre de 1933 con Margaritha Roth (1913-2003). De este matrimonio nacieron dos hijas: Silvia Irene y Edith Renee.

## Carrera

### Oficial del Ejército Argentino
Terminados sus estudios secundarios, Ahrens decidió seguir la carrera militar. Ingresó al Colegio Militar de la Nación en marzo de 1926, del cual egresaría tres años más tarde como subteniente. El 20 de abril de 1931 inició el curso de aviador militar en la Escuela Militar de Aviación del cual se graduó en 1932. Realizó exitosamente el curso de Oficial de Estado Mayor entre 1939 y 1941 en la Escuela Superior de Guerra. En 1940 se desempeñó como profesor de Táctica Aérea en el vigésimo noveno curso de la Escuela Militar de Aviación dependiente del Ejército Argentino.

### Oficial de la Fuerza Aérea Argentina

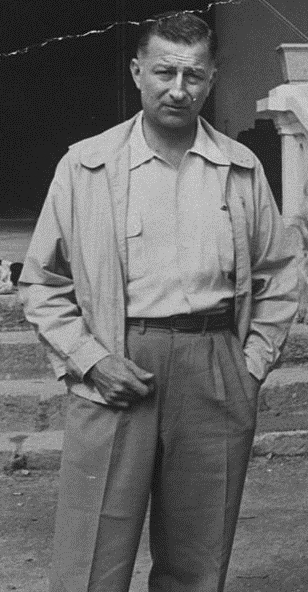
Heriberto Ahrens, de civil.

Una vez efectivizada la creación de la Fuerza Aérea Argentina el 4 de enero de 1945, Heriberto Ahrens fue dado de alta en el escalafón de la Aeronáutica Militar permanente con el grado de Mayor, el equivalente al grado de homónimo que ostentaba dentro de las filas del Ejército. Entre sus destinos más relevantes se destaca su paso en 1947 por la recientemente creada Escuela Superior de Guerra Aérea, donde se desempeñó como profesor de diversas asignaturas. Siendo Vicecomodoro, en 1948 fue Jefe de la IV División del Estado Mayor de Coordinación. El por entonces Vicecomodoro Ahrens estuvo a cargo de la vicedirección de la Escuela de Aviación Militar durante 1949. El 22 de diciembre de 1949 el Comodoro Ahrens fue nombrado Director de la Escuela de Guerra Aérea, cargo que ejerció hasta el 20 de diciembre de 1950.
A fines de 1950 se lo nombró comandante general de Defensa Antiaérea, cargo que ejerció hasta diciembre del año siguiente. Ahrens fue nombrado subdirector de la Escuela Nacional de Guerra, ejerciendo dicho cargo desde finales de 1951 hasta diciembre de 1952, cuando se lo nombró jefe del Estado Mayor General de la Fuerza Aérea Argentina y se lo promovió a brigadier. En dicho cargo sirvió por doce meses. Promovido a brigadier mayor, Heriberto Ahrens fue nombrado inspector general de la Fuerza Aérea Argentina desde finales de 1953.

### Comandante en Jefe de la Fuerza Aérea Argentina
El 13 de enero de 1956, Heriberto Ahrens fue designado Comandante en Jefe de la Fuerza Aérea Argentina tras la partida de dicho cargo de parte del Brigadier General Gustavo Adolfo Hermansson.
Ahrens permaneció frente al Comando en Jefe de la aeronáutica por casi un año, ya que el 3 de enero de 1957 fue formalmente reemplazado por el Brigadier Mayor Guillermo Zinny en dicho cargo. En tanto que el Brigadier General Heriberto Ahrens fue designado Jefe del Estado Mayor de Coordinación, habiendo sido puesto en funciones en dicho cargo el 26 de diciembre de 1956.
Heriberto Ahrens estuvo al frente de la Jefatura del Estado Mayor de Coordinación hasta el 29 de mayo de 1958, cuando fue reemplazado por el Contralmirante Vicente Baroja. El Brigadier General Ahrens pasó a retiro unos días después.

## Actividad posterior al retiro
Un año después de haber pasado a situación de retiro efectivo, Ahrens fue designado el 9 de septiembre de 1959 por el gobierno de su país como representante argentino en la Subcomisión de la ONU para visitar Laos, que en aquel entonces se encontraba inmerso en una enorme crisis política y una guerra civil.